# BMW 1 Серії (F40)
BMW 1 серії (F40) — третє покоління лінійки субкомпактних хетчбеків BMW 1 серії. На відміну від попереднього покоління F20 1 Series, F40 1 Серії використовує конфігурацію переднього приводу та доступний лише як 5-дверний хетчбек.

## Огляд
Прем'єра F40 1 Series відбулася на Франкфуртському автосалоні 2019 року та представлена 28 вересня 2019 року. Створений на платформі UKL2, він має той самий передній капот, панель крила, панель приладів і підвіску, що й 2 Серія Гран Купе.
Порівняно зі своїм попередником, F40 1 Серія на 5 мм, коротше, 34 мм, ширше і 13 мм, вищий. Незважаючи на зменшення довжини, завдяки щільнішому розміщенню передньопривідного двигуна простір для ніг спереду збільшився на 42 мм, простір для ніг ззаду збільшився на 33 мм, а простір над головою заднього колеса збільшився на 19 мм. Обсяг багажника також збільшився на 20 літрів до 200 л., з піднятими сидіннями та 380 л., зі складеними сидіннями. Серія F40 1 також на 30 кг, легший через збільшення використання алюмінію.
Бензинові двигуни оснащені бензиновим сажовим фільтром, а дизельні — сажовим фільтром і системою селективного каталітичного відновлення AdBlue. Усі двигуни відповідають стандарту викидів Euro 6d-TEMP.

Моделі 118i, 116d і 118d стандартно оснащені 6-ступінчастою механічною коробкою передач. Моделі 118i та 116d можна оновити до 7-ступінчастої трансмісії з подвійним зчепленням Getrag 7DCT300, а 8-ступінчаста автоматична коробка передач Aisin доступна для моделей M135i xDrive, 128ti, 118d і 120d xDrive.

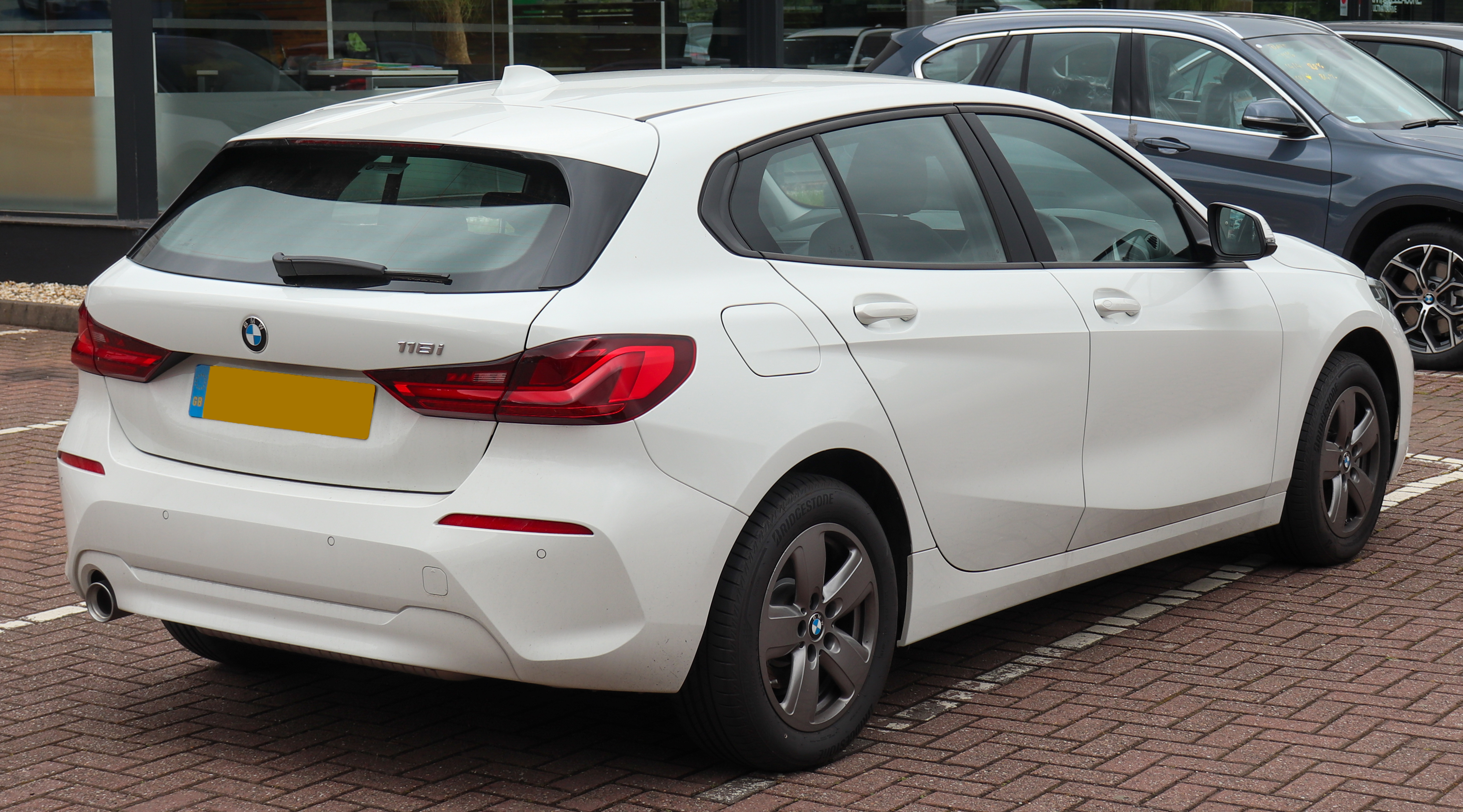
2019 BMW 118i SE
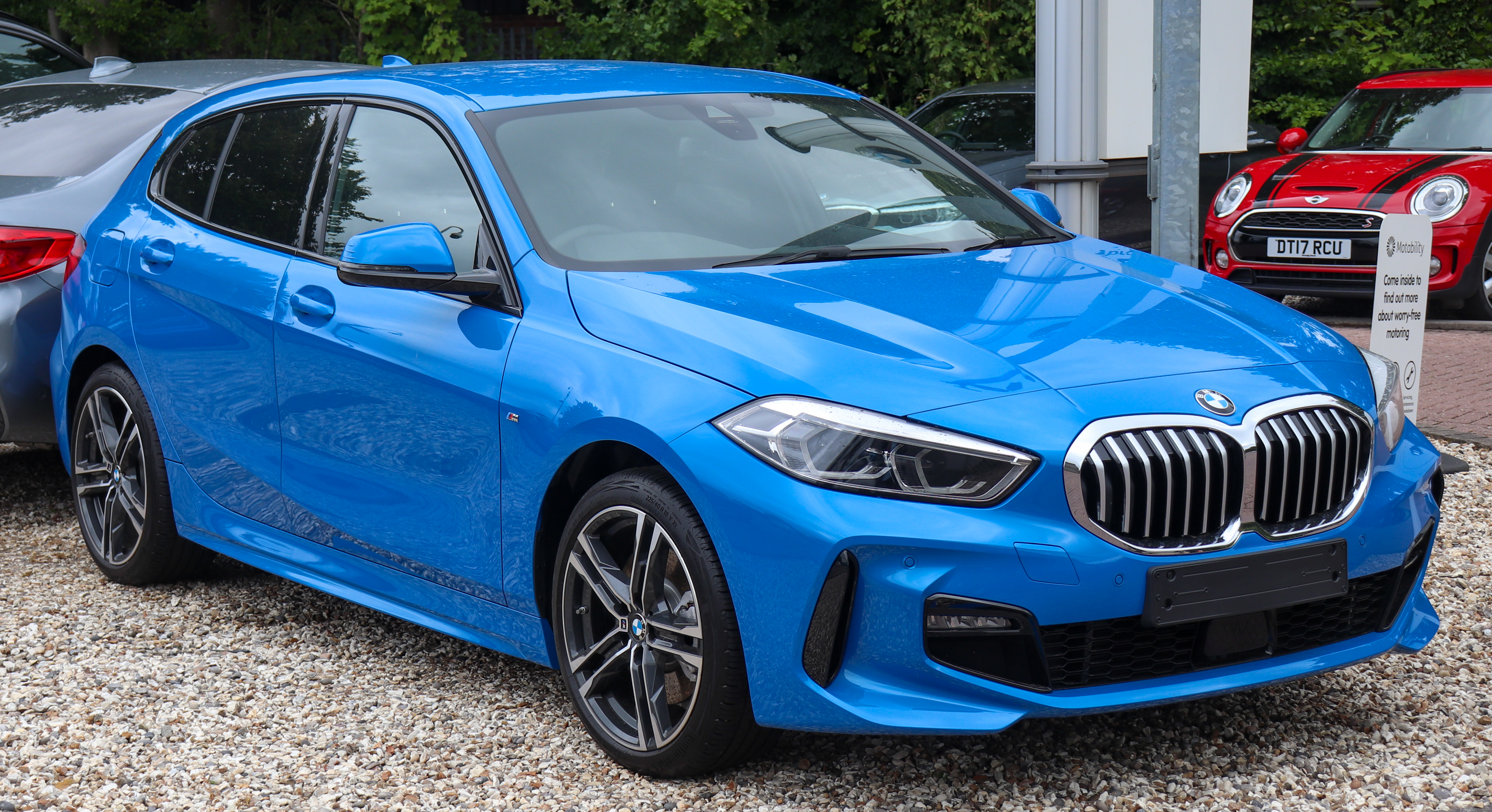
2020 BMW 118i M Sport
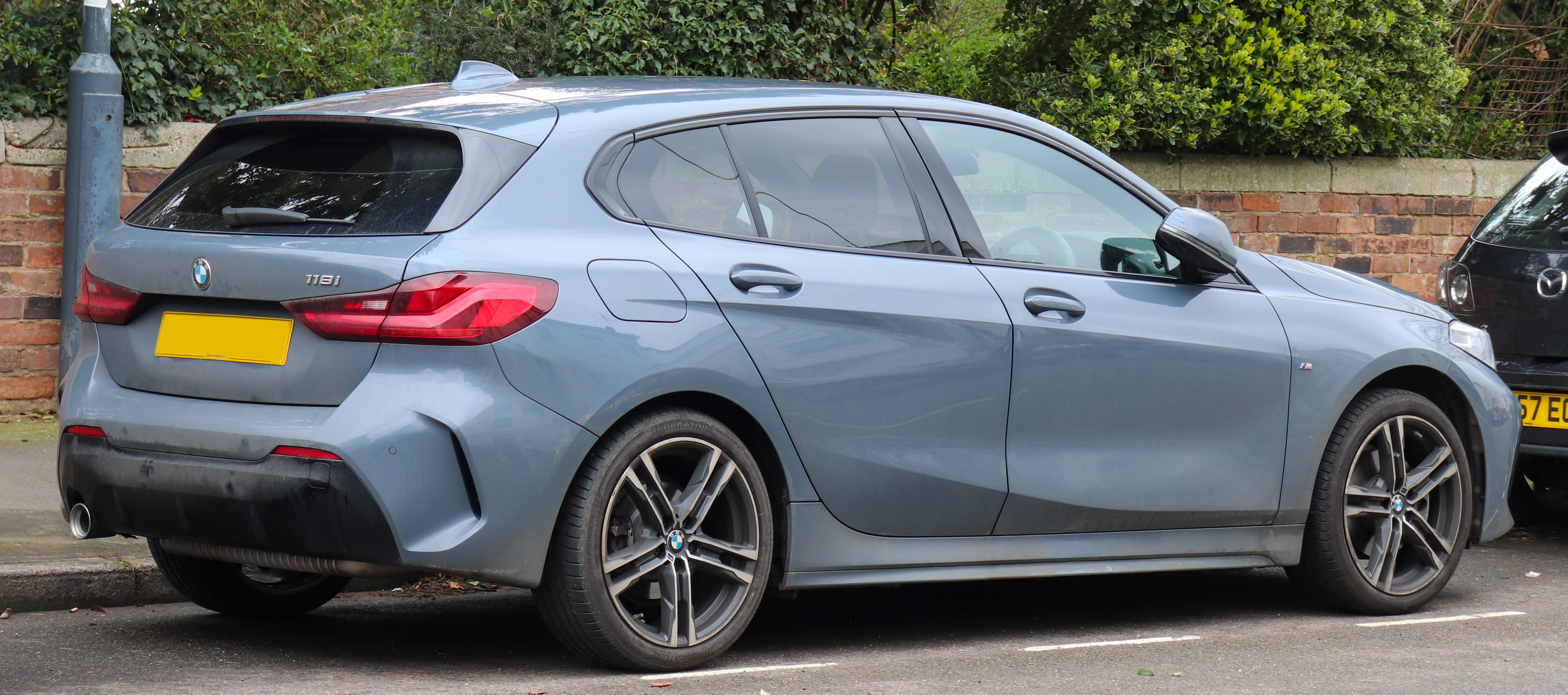
2019 BMW 118i M Sport
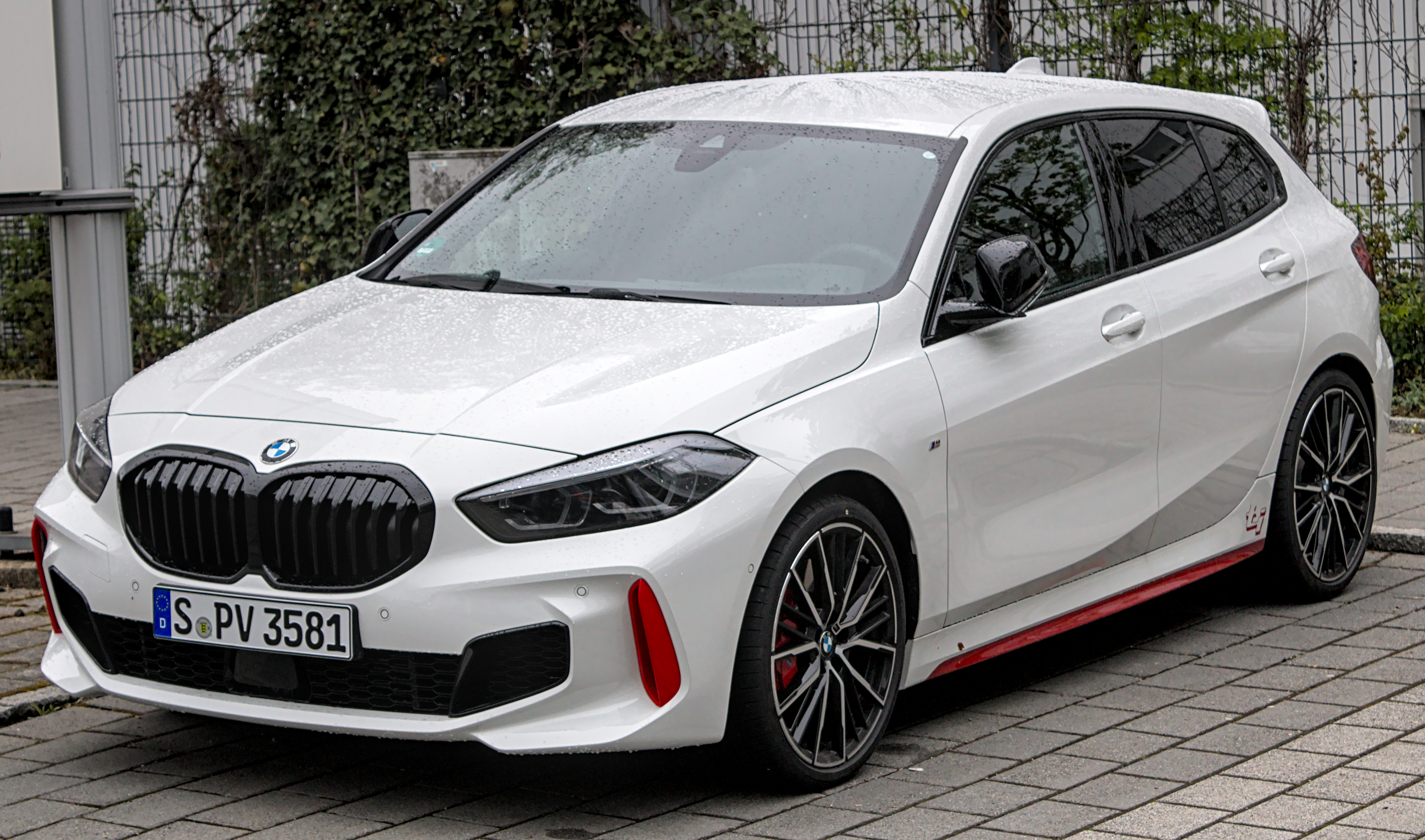
2021 BMW 128ti
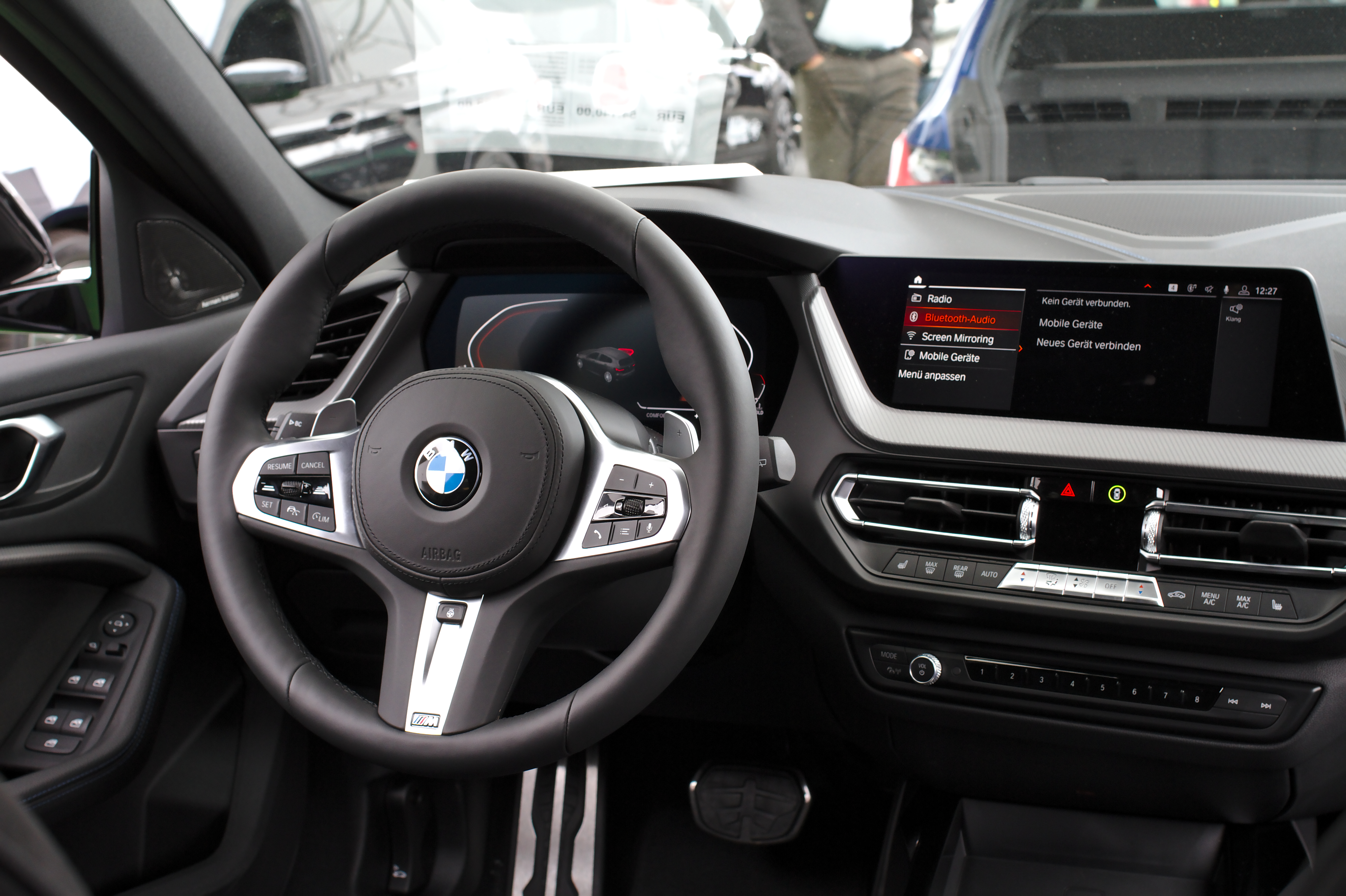
Інтер'єр

## Обладнання
Серія F40 1 доступна в комплектаціях Advantage, Luxury, Sport і M Sport. Моделі Sport і Luxury оснащені кермом M Sport, а моделі M Sport оснащені спортивними сидіннями та зовнішнім стилем M. Європейські моделі оснащені системою виявлення зіткнень і попередженням про виїзд зі смуги руху з втручанням у стандартній комплектації.
Серія F40 1 доступна з iDrive 7.0 з двома 10,25-дюймовими дисплеями. iDrive 7.0 оснащено цифровим помічником BMW з голосовим керуванням, який може керувати функціями в автомобілі та може бути активований, сказавши «Привіт, BMW». Цифровий ключ також дає змогу розблокувати автомобіль за допомогою зв'язку ближнього поля, тримаючи смартфон біля дверної ручки, і можна запустити двигун, помістивши смартфон у лоток для бездротової зарядки. Цифровим ключем також можна поділитися до п'яти інших смартфонів.
Інші опції включають управління жестами, проекційний дисплей, що відбиває лобове скло, автоматичне паркування, панорамний люк, Apple CarPlay і Android Auto.
Моделі M135i xDrive оснащені диференціалом обмеженого тертя, більшими гальмами M Sport, розпірний стрижень та більшим до 100 мм, діаметр вихлопу.
Моделі 116—120 з M Sport і моделі 128-M135 можуть бути оснащені деталями M Performance. До них відносяться вутки, спойлер, спліттер, бічні пороги і диски. Моделі 116—120 без M Sport все ще можуть бути оснащені дисками та спойлером M Performance. Однак, щоб встановити решту, їх потрібно перетворити на M Sport з бамперами та накладками M Sport. Решітку M135i можна встановити на всі моделі F40 1er.

## Оновлення
У жовтні 2021 року BMW показала оновлений M135i. Він поставляється з переналаштованими пружинами, амортизаторами та кріпленнями продольного важеля та важеля керування. Також було додано гідрокріплення для кріплення передніх поперечних важелів, а розвал збільшено для кращого зчеплення. Також посилився звук двигуна штучного салону.

## Моделі

### Бензинові двигуни
| Модель       | Рок и | Двигун                | Спосіб передавання                      | Компоновка      | Потужність                              | Крутний момент                             | 0-100 км/год (0-62 миль/год) |
| ------------ | ----- | --------------------- | --------------------------------------- | --------------- | --------------------------------------- | ------------------------------------------ | ---------------------------- |
| 116i         | 2020– | B38A15 1.5 L I3 турбо | 6 ступінчаста механіка 7 швидкостей DCT | Передній привід | 80 кВт (107 к. с.) при 4600–6500 об/хв  | 190 Н⋅м (140 фунт⋅фут) при 1380–3800 об/хв | 10,8 с                       |
| 118i         | 2019– | B38A15 1.5 L I3 турбо | 6 ступінчаста механіка 7 швидкостей DCT | Передній привід | 103 кВт (138 к. с.) при 4600–6500 об/хв | 220 Н⋅м (162 фунт⋅фут) при 1480–4200 об/хв | 8,5 с                        |
| 120i         | 2020– | B48A20 2.0 L I4 турбо | 7 швидкостей DCT                        | Передній привід | 131 кВт (176 к. с.) при 5000–6500 об/хв | 280 Н⋅м (207 фунт⋅фут) при 1350–4200 об/хв | 7,1 с                        |
| 128ti        | 2020– | B48A20 2.0 L I4 турбо | 8 ступінчастий автомат                  | Передній привід | 195 кВт (261 к. с.) при 4750–6500 об/хв | 400 Н⋅м (295 фунт⋅фут) при 1750–4500 об/хв | 6.1 с                        |
| M135i xDrive | 2019– | B48A20 2.0 L I4 турбо | 8 ступінчастий автомат                  | Повний привід   | 225 кВт (302 к. с.) при 5000–6500 об/хв | 450 Н⋅м (332 фунт⋅фут) при 1750–4500 об/хв | 4,8 с                        |

### Дизельні двигуни
| Модель | Роки  | Двигун                  | Спосіб передавання                            | Компоновка                          | Потужність                         | Крутний момент                             | 0-100 км/год (0-62 миль/год) |
| ------ | ----- | ----------------------- | --------------------------------------------- | ----------------------------------- | ---------------------------------- | ------------------------------------------ | ---------------------------- |
| 116d   | 2019– | B37C15U0 1.5 L I3 турбо | 6 ступінчаста механіка 7 швидкостей DCT       | Передній привід                     | 85 кВт (114 к. с.) при 4000 об/хв  | 270 Н⋅м (199 фунт⋅фут) при 1750—2250 об/хв | 10,3 с                       |
| 118d   | 2019– | B47D20 2.0 L I4 турбо   | 6 ступінчаста механіка 8 ступінчастий автомат | Передній привід                     | 110 кВт (148 к. с.) при 4000 об/хв | 350 Н⋅м (258 фунт⋅фут) при 1750—2500 об/хв | 8,5 с                        |
| 120d   | 2019– | B47D20 2.0 L I4 турбо   | 8 ступінчастий автомат                        | Передній привід </br> Повний привід | 140 кВт (188 к. с.) при 4000 об/хв | 400 Н⋅м (295 фунт⋅фут) при 1750—2500 об/хв | 7,0 с                        |

## Безпека
Серія 1 2019 отримала п'ять зірок у тесті Euro NCAP.